# 萱洲古镇民俗博物馆
萱洲古镇民俗博物馆位于湖南衡山县萱洲镇，是居民刘东生在自家建的博物馆。

## 馆长
刘东生为退休教师，被当地人称为“刘文物”。自己收购了近千件萱洲镇和衡山县的文物，将自己家开放为博物馆，同时兼任博物馆的保管员、讲解员。刘东生同时也管理着七代祖先刘锦公的祠堂。刘东生也是萱洲古镇地质灾害群测群防员。

## 收藏
馆中收藏着一个刻着“行斗较正，同治四年，永春行立”的斗，还有湘军水师提督成发翔断成两截的墓碑。